# قشلاق قرة داغلو
قشلاق قرة داغلو هي قرية في مقاطعة كليبر، إيران. عدد سكان هذه القرية هو 455 في سنة 2006.